# Dry Ridge
Dry Ridge és una població dels Estats Units a l'estat de Kentucky. Segons el cens del 2000 tenia 1.995 habitants.

## Demografia
Segons el cens del 2000, Dry Ridge tenia 1.995 habitants, 771 habitatges, i 535 famílies. La densitat de població era de 165,3 habitants/km².
Dels 771 habitatges en un 39,7% hi vivien nens de menys de 18 anys, en un 46,4% hi vivien parelles casades, en un 18,2% dones solteres, i en un 30,5% no eren unitats familiars. En el 26,6% dels habitatges hi vivien persones soles el 12,1% de les quals corresponia a persones de 65 anys o més que vivien soles. El nombre mitjà de persones vivint en cada habitatge era de 2,51 i el nombre mitjà de persones que vivien en cada família era de 3.
Per edats la població es repartia de la següent manera: un 28,6% tenia menys de 18 anys, un 11,1% entre 18 i 24, un 29,3% entre 25 i 44, un 18,9% de 45 a 60 i un 12,1% 65 anys o més.
L'edat mediana era de 31 anys. Per cada 100 dones de 18 o més anys hi havia 83 homes.
La renda mediana per habitatge era de 30.647 $ i la renda mediana per família de 32.202 $. Els homes tenien una renda mediana de 38.000 $ mentre que les dones 23.000 $. La renda per capita de la població era de 14.568 $. Entorn del 21% de les famílies i el 23,5% de la població estaven per davall del llindar de pobresa.

## Poblacions més properes
El següent diagrama mostra les poblacions més properes.